# غار سوراخ شول
غار سوراخ شول مربوط به دوران فرادیرینه‌سنگی است و در شهرستان شیراز، بخش زرقان، دهستان بند امیر، ۱/۷ کیلومتری شمال روستای شول واقع شده و این اثر در تاریخ ۳۰ بهمن ۱۳۸۶ با شمارهٔ ثبت ۲۰۹۹۰ به‌عنوان یکی از آثار ملی ایران به ثبت رسیده است.